# ماشاالله عبدالله‌یف
ماشاالله عبدالله‌یف (ترکی آذربایجانی: [] Error: {{Lang}}: فاقد متن (راهنما): Abdullayev Mashallah Babakishi oglu - زاده ۲۷ مه ۱۹۵۰) یک نظامی ارشد در نیروهای مسلح جمهوری آذربایجان و ستوان ارشد است. وی به‌عنوان قهرمان ملی جمهوری آذربایجان نیز شناخته می‌شود.

## اوایل زندگی
وی در بیست و هفتم ماه مه سال ۱۹۵۰ در روستای کپنک‌چی در شهرستان گران‌بوی به دنیا آمد. وی در مدرسه متوسطه شماره ۱ گران‌بوی و سپس در هنرستان تربیت بدنی تحصیل کرد. ماشاالله در سن ۱۵ سالگی در پروژه بهره‌برداری از چاه‌های آرتزین گران‌بوی بود شروع به کار کرد. وی سپس در کارخانه آلومینیوم سومقاییت کار کرد.

## پیشه
وی در سال ۱۹۶۹ برای خدمت سربازی فراخوانده شد. وی در شهر کرچ خدمت کرد و پس از ترک ارتش در سال ۱۹۷۱ به باکو بازگشت. هنگامی که ماشاالله بازگشت، کار خود را در سکوهای نفتی باکو آغاز کرد.
عبدالله‌یف تصمیم به ادامه تحصیل گرفت و در سال ۱۹۷۳ وارد کالج تربیت بدنی باکو شد. وی از کالج فارغ‌التحصیل و در سال ۱۹۷۵ به شهرستان گران‌بوی بازگشت و در آنجا به عنوان معلم تربیت بدنی در مدرسه شماره ۱ شروع به کار کرد.
‌ارمنی‌هایی که در روستاهای آذربایجان شوروی مانند قره‌چنار، ماناشید، ارکچ و بزلوق زندگی می‌کردند حمله به روستاهایی مانند زیوه و تودان را که آذری‌ها در آن‌ها زندگی می‌کردند آغاز کردند. آنها به روستاهای آذربایجان شوروی حمله می‌کردند، خانه‌هایشان را آتش می‌زدند و ساکنان را به گروگان می‌گرفتند.
عبدالله‌یف جوانان ناحیه گران‌بوی را دور هم جمع کرد. عبدالله‌یف نخستین واحدهای دفاع شخصی را تأسیس کرد. او به ترکیب آن گروه‌های دفاعی در یک گردان کمک کرد. وی در دفاع از شاهومیان پیشین (آغجه‌کند کنونی) در تقابل با مهاجمان نقش فعالی داشت.
وی به عنوان معاون شورای عالی جمهوری (شورای ملی) انتخاب شد. عبدالله‌یف به عنوان فرمانده تیپ در وزارت دفاع انتخاب شد. این تیپ بر مناطق ترتر، گران‌بوی و یولاخ نظارت داشت.
عبدالله‌یف به درجه سرگردی ارتقا یافت و همچنین از آگوست ۱۹۹۲ تا مه ۱۹۹۳ به‌عنوان شهردار منطقه گران‌بوی انتخاب شد.
وی به خاطر شجاعت خود مدال ژنرال م.اسدف را دریافت کرد.

## زندگی شخصی
وی متاهل و دارای یک فرزند است.